# Atelopus oxapampae
Atelopus oxapampae — вид отруйних жаб родини ропухових (Bufonidae).

## Поширення
Ендемік Перу, де трапляється лише у регіоні Паско. Мешкає на високогірних луках, річках та болотах на висоті 1770—2200 м над рівнем моря.

## Опис
Жаба завдовжки 19-22 мм.